# ارنست پالمر
ارنست جی. پالمر (به انگلیسی: Ernest G. Palmer) فیلمبردار آمریکایی سینمای هالیوود و برنده جایزه اسکار بهترین فیلمبرداری سال ۱۹۴۱ بود.

## فیلم‌شناسی
- ماجرای پرشور هالیوود (۱۹۳۹)
- دختر شهری (۱۹۳۰)